# 鈴蘭台車両基地
座標: 北緯34度43分1.5秒 東経135度8分47.8秒 / 北緯34.717083度 東経135.146611度
鈴蘭台車両工場・鈴蘭台検車場（すずらんだいしゃりょうこうじょう・けんしゃじょう）は、兵庫県神戸市北区鈴蘭台南町9丁目にある神戸電鉄の総合車両基地である。鈴蘭台駅の南方780 mの場所に位置する。

## 概要
鈴蘭台車両工場・鈴蘭台検車場の2施設からなる総合車両基地であり、鈴蘭台車両基地と呼ばれることもある。毎年秋に開催される「神鉄トレインフェスティバル」の会場としては鈴蘭台車庫の略称が使用されている。

## 鈴蘭台車両工場
当初の工場は1928年（昭和3年）11月26日に小部駅（現：鈴蘭台駅）南側に開設されたものであったが、車両数の大幅な増加によって手狭になったので1968年（昭和43年）10月、新工場を鈴蘭台駅 - 菊水山駅間に建設することを決定して建設・完成したものである。東側に後述の「鈴蘭台検車場」が隣接している。鈴蘭台工場と呼称されることもある。

### 工場
工場面積は3,573 m2であり、うち主工場は2,930 m2である。工場棟内東側に3両収容の工場線が3本あり、2本は20 mピットを備えている。全般検査・重要部検査のほか、車体・車両機器整備、各種改造に使用する。工場棟内西側には天井走行クレーン2基を備え、台車・電動機の整備、各種工作・溶接を行っている。機械台数は約60台である。

### 入換機械
入場車両の入換用として機械扱いの牽引モーターカーが2016年（平成28年）より1両導入されている。無車籍の入換機械として配置されている。

### 塗装場
工場西側に大型車両2両を収容できる塗装場を設けている。鉄骨造り平屋建てで、棟内では塗装のほか、車体工事を実施する。塗装庫と呼称されることもある。

### 車両課事務所
塗装場南側に事務室・詰所からなる車両課事務所を備えている。

### その他の設備
車輪倉庫、工場油倉庫、工場予備品倉庫、工場電気室、休憩所などがある。

## 鈴蘭台検車場
当初は1928年（昭和3年）11月26日に小部駅（現：鈴蘭台駅）南側に開設された工場で検査を実施していたが、次第に手狭になったため1948年（昭和23年）に鈴蘭台検車場として独立して、鈴蘭台駅北側（現：神鉄コミュニティサービス施設警備部・建設部鉄道交通警備課事務所、鈴蘭台西町神鉄ビル）に初代のものが開設された。これは1965年（昭和40年）5月に火事で全焼したが、2代目が同地に再建されて車両検査に使用された。しかし、車両数の大幅な増加によってこれでは対応しきれなくなったため1968年（昭和43年）10月、新検車場を鈴蘭台駅 - 菊水山駅間に建設することを決定し、3代目の現検車場がこの地に建設・完成した。西側に前述の「鈴蘭台車両工場」が隣接している。神戸電鉄や神鉄観光が執筆した書籍・資料には鈴蘭台検車区と表記されているものもある。

### 検車庫
検車庫は鉄骨造り平屋建てで面積は1,554 m2である。検車庫棟内に6両収容の検車線が3本あり、各線とも76 mのピットを設けている。列車検査と状態・機能検査に使用している。機械台数は8台である。

### 洗車線
検車庫の東側に6両長の洗車線を備えている。車体洗浄のほかに車内清掃なども行う。清掃作業は子会社の神鉄コミュニティサービス（かつては関連会社）が行なっている。

### 留置線
洗車線の東側に7〜8両長の留置線を備えている。一般的な列車留置のほか、休車車両の留置、入場車両の一時留置、鈴蘭台駅折り返し列車の一時入線にも使用する。留置能力は52両である。

### 検車事務所
検車庫の西に隣接して検車事務所が設けられている。各種作業に使用している。

### その他の設備
検車庫詰所、検車予備品倉庫、検車庫電気室、検車庫油倉庫、検車庫倉庫などがある。

## 備考
- 鈴蘭台車両工場・鈴蘭台検車場 - 鈴蘭台駅間には780 mの車庫線が敷設されている[2]。工場・検車場に入出場する列車のほか、鈴蘭台駅折り返し列車が使用する。工場・検車庫の車両入換時には同線に縦列停車されることもある。
- 留置線北側に電気課倉庫が設けられている。
- 古くから年に約2回、神鉄SHビルでの車両部品販売イベントでの直接申し込みや往復ハガキでの申し込みにより、車両工場の見学会が開催されていた。一旦中断していた時期もあるが、2005年（平成17年）以降は「神鉄トレインフェスティバル」が本車両工場で予約制で開催されるようになって見学会が復活した。さらに2007年（平成19年）以降は自由参加式に改められ毎年秋（2020年〈令和2年〉・2021年〈令和3年〉は非実施）に開催されている。近年では車両工場のみならず検車庫も解放されている。2022年（令和4年）のみは予約制であった。
- デ101形の101号は、1971年（昭和46年）の工場内さよなら運転後、関連会社の有馬ヘルスセンターに展示される予定であったため工場内にしばらく保管されていたが、展示計画が白紙化されたため、構内入換牽引車として使用された。2016年（平成28年）以降は、新型入換モーターカーの登場によりふたたび工場内で保管されている。
- デ1100形の1101号は、外部を鉄板で塞ぎマルーン色に塗色した上、検車庫の移動倉庫として使用している。

- 検車庫棟横の池で、車両課員が鯉を飼育している。

## 沿革
- 1928年（昭和3年）11月28日：神戸有馬電気鉄道の開業時に検車庫を小部駅（現・鈴蘭台駅）の南側に開設[4]。
- 1948年（昭和23年）：鈴蘭台駅の北方200 mの場所に検車庫を設置。[4]。
- 1970年（昭和45年）3月31日：鈴蘭台新車両工場及び検車庫完成（現在地）[5]、及び移転。